# Cisgenese
Cisgenese is het door genetische modificatie overbrengen van een eigenschap binnen een soort of binnen kruisbare soorten van de ene plant naar een andere plant. Als het bij de overbrenging gaat om soortvreemd DNA dan spreekt men van transgenese.
Door soorteigen genen te gebruiken vallen een aantal nadelen weg van transgenese, waarbij soortvreemde genen worden ingebracht. 
Cisgenese kan gebruikt worden bij polyploïde gewassen, zoals de tetraploïde consumptieaardappel en de octoploïde aardbei, omdat traditionele veredeling bij dit soort gewassen moeilijk en tijdrovend is. Cisgenese wordt ook toegepast in appel, omdat appel een lange jeugdfase heeft, en klassieke veredeling daardoor zeer traag is. Cisgenese wordt met name gebruikt  voor overbrengen van natuurlijke genen voor resistentie tegen ziekten. De ontvangende planten worden dan ziekteresistent, en behoeven daardoor minder bespoten te worden met bestrijdingsmiddelen. Voorbeelden zijn resistentie tegen phytophthora in aardappel en schurft in appel . Ook kan cisgenese gebruikt worden als het gewenste gen héél dicht bij een ongewenst gen ligt, omdat bij de traditionele veredeling het ongewenste gen in deze situatie makkelijk meegaat met het gewenste gen. Men spreekt dan van een sterke koppeling van de beide genen.

## Cisgenese in de Nederlandse politiek
In 2005 is een voorstel voorgelegd aan het parlement om cisgenese bij planten dezelfde juridische status te geven als vermeerdering door klonen, waardoor planten waarop cisgenese is toegepast gemakkelijker op de markt gebracht kunnen worden. In december 2013 stuurde staatssecretaris Mansvelt namens de Nederlandse regering een brief naar de Europese Commissie, met het verzoek cisgene planten vrij te stellen van de GMO-regelgeving, omdat cisgene planten even veilig zijn als klassiek veredelde planten, en cisgenese kan bijdragen aan een duurzame productie van voedsel.